# منال مارتينيز
منال مارتينيز (بالإسبانية: Manel Martínez) (3 نوفمبر 1973 ساباديل إسبانيا - ) هو لاعب كرة قدم إسباني يلعب كمهاجم.

## روابط خارجية
- منال مارتينيز على موقع قاعدة بيانات كرة القدم.إي يو (الإنجليزية)
- منال مارتينيز على موقع Soccerbase.com (لاعب) (الإنجليزية)